# Academy of Television Arts & Sciences
L'Academy of Television Arts & Sciences (ATAS), conosciuta anche colloquialmente come Television Academy, è un'organizzazione professionale dedicata al progresso dell'industria televisiva negli Stati Uniti. È un'organizzazione senza scopo di lucro fondata nel 1946; l'organizzazione presenta i Primetime Emmy Awards, una cerimonia annuale che assegna riconoscimenti a programmi televisivi della fascia di prima serata negli Stati Uniti.

## Storia
Syd Cassyd, professionista dell'ambiente televisivo negli Stati Uniti, considerava la televisione uno strumento educativo e immaginava un'organizzazione che avrebbe agito al di fuori del "fascino e del glamour" dell'industria e sarebbe diventata uno sbocco per "discussioni serie" e avrebbe premiato i "migliori risultati" dell'industria. Immaginando una controparte televisiva dell'Academy of Motion Picture Arts and Sciences, Cassyd fondò l'Academy of Television Arts & Sciences nel 1946 insieme ai leader della prima industria televisiva che si erano riuniti in un incontro da lui organizzato.
L'accademia di Cassyd a Los Angeles si fuse con un'organizzazione analoga di New York fondata da Ed Sullivan nel 1955 per formare la National Academy of Television Arts and Sciences. Il capitolo di Los Angeles si staccò da NATAS nel 1977, mantenendo i Primetime e i Los Angeles Emmy.
Nel 2014, insieme alla cerimonia di introduzione nella Hall of Fame e all'annuncio dei piani di ampliamento della sede centrale, l'organizzazione ha annunciato di aver cambiato il suo marchio pubblico in Television Academy, con un nuovo logo progettato da Siegel + Gale. Il nuovo marchio aveva lo scopo di sminuire il nome formale antiquato dell'organizzazione in favore di un'identità più semplice, e presenta una linea di separazione (tipicamente usata per separare il marchio dell'organizzazione da un'immagine semplificata della statuetta dell'Emmy Award) usata per simboleggiare uno schermo, e anche raffigurato come un "portale".
Nel 2016, la produttrice Hayma Washington è stata eletta presidente e CEO dell'Accademia delle Arti e delle Scienze, diventando la prima afroamericana a ricoprire tale carica.

## Premio Emmy

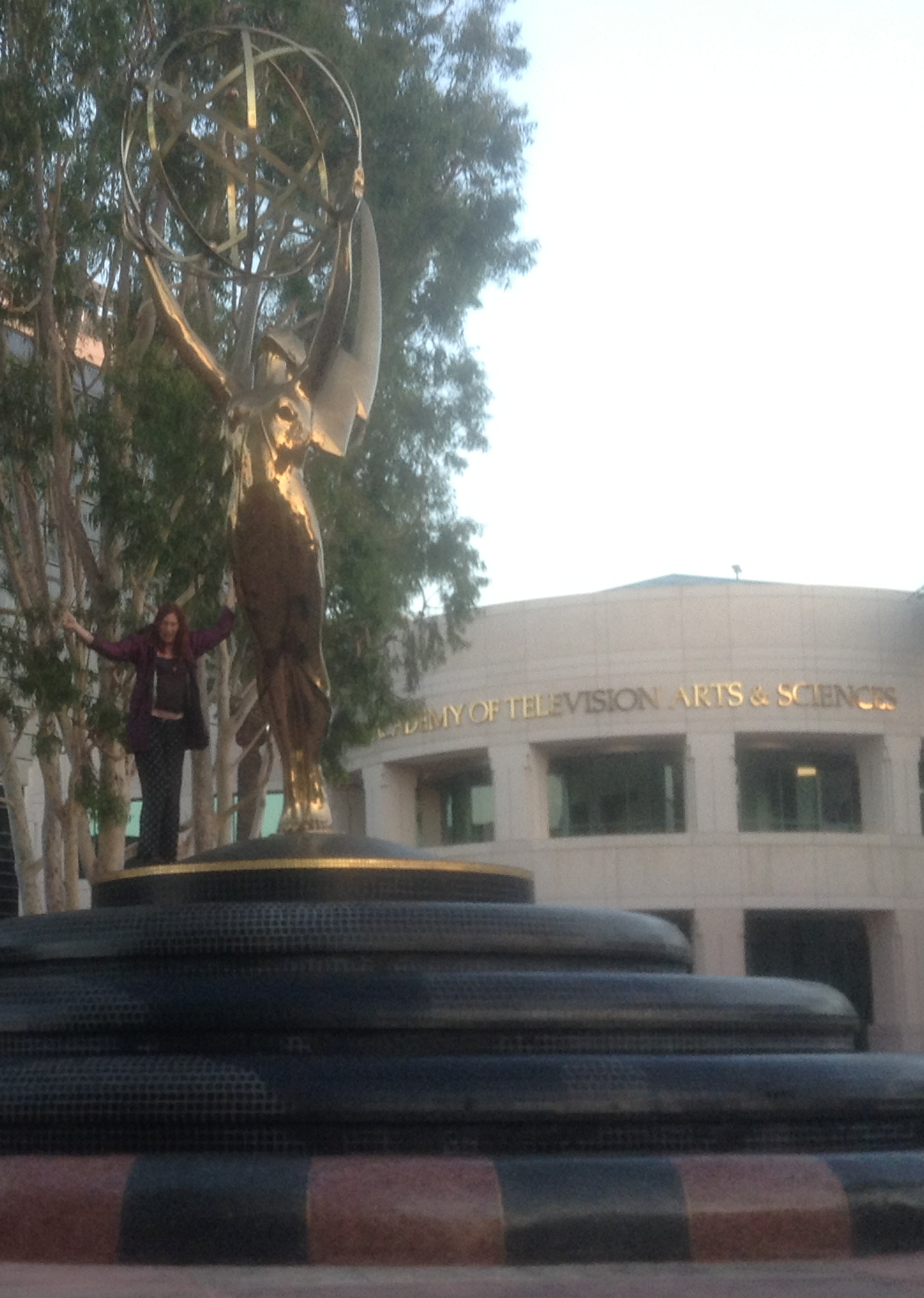
Il cortile e la statua dell'Emmy Award presso la struttura dell'Academy of Television Arts & Sciences a Lankershim

Nel 1949, la Television Academy organizzò la prima cerimonia degli Emmy Awards, un evento annuale creato per premiare l'eccellenza nella programmazione televisiva statunitense, sebbene l'evento iniziale fosse limitato alla programmazione dell'area di Los Angeles. Il nome "Emmy" deriva da "Immy", soprannome del tubo catodico della telecamera Image Orthicon, che ha contribuito al progresso della televisione moderna. La parola è stata femminilizzata in "Emmy" per abbinarsi alla statuetta, che raffigurava una donna alata che reggeva un atomo.

## Organizzazioni sorelle
Gli Emmy Awards sono amministrati da tre organizzazioni sorelle che si concentrano su vari settori della programmazione televisiva: l'Academy of Television Arts & Sciences (primetime), la National Academy of Television Arts and Sciences (daytime, sport, notizie e documentari) e l'International Academy of Television Arts and Sciences (internazionale). L'Academy of Television Arts & Sciences presenta anche i Los Angeles Emmy Awards.

## Pubblicazioni e programmi
Oltre a premiare i migliori programmi con i Primetime Emmy Awards, la Television Academy pubblica la pluripremiata rivista Emmy e, attraverso l'Academy of Television Arts & Sciences Foundation, è responsabile dell'Archive of American Television, degli annuali College Television Awards, della borsa di studio Fred Rogers Memorial, di rinomati tirocini per studenti e di altri programmi di sensibilizzazione educativa.

## Hall of Fame
La Television Academy Hall of Fame è stata creata da un ex presidente dell'ATAS, John H. Mitchell (1921–1988), per onorare le persone che hanno dato un contributo straordinario alla televisione statunitense. 